# Empis socrus
Empis socrus är en tvåvingeart som beskrevs av Syrovatka 1983. Empis socrus ingår i släktet Empis och familjen dansflugor. Inga underarter finns listade i Catalogue of Life.